# Battaglia

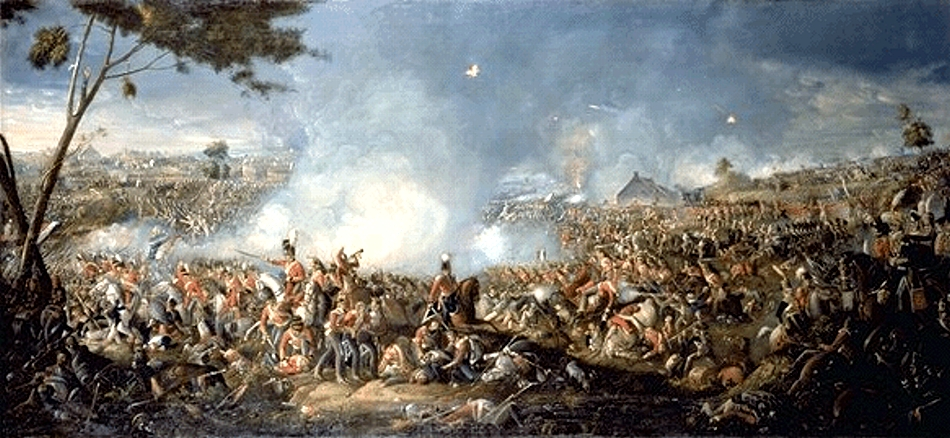
La Battaglia di Waterloo di William Sadler

Una battaglia (dal latino battualia, ovvero "scherma di gladiatori e di soldati"), nel lessico militare, indica un combattimento fra due o più parti organizzate militarmente che cercano di avere ragione l'una delle altre all'interno di una guerra o di una campagna militare ed è un mezzo per sviluppare una più vasta strategia militare.
Il significato del termine è stato traslato anche come uno scontro verbale o filosofico, dovuto a ideologie opposte. Il luogo ove essa si svolga è denominato campo di battaglia.

## Classificazione delle battaglie
Le battaglie possono essere classificate secondo le condizioni operative in cui avvengono:
- Battaglia campale (fra due eserciti schierati in campo aperto);
- Battaglia d'incontro (fra due eserciti che si trovano opposti in marcia)

Le battaglie possono essere classificate secondo il mezzo con cui vengono condotte.

### Battaglia terrestre

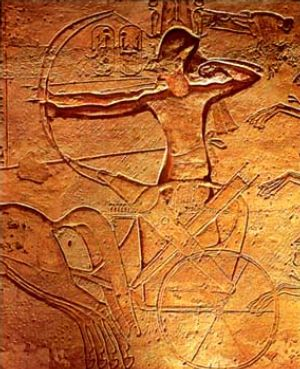
Illustrazione di Ramses II, durante la battaglia di Qadesh, una delle più antiche documentate, tra Egizi e Ittiti

La prima battaglia terrestre mai documentata fu la battaglia di Megiddo.
Furono gli Egizi a introdurre una fanteria altamente disciplinata. Ognuno seguiva gli ordini dei propri ufficiali e combatteva collettivamente anziché come individui. Gli eserciti erano divisi in reggimenti, battaglioni, compagnie e plotoni. 
Furono tuttavia i Greci a inventare la falange, composte principalmente da fanterie pesante. La falange fu in seguito adottata anche da altri popoli che ne modificarono le caratteristiche e le funzioni fino all'epoca rinascimentale, dove con l'avvento delle armi da fuoco perse d'importanza.
Un nuovo stile si sviluppò dalla metà del XIX secolo alla prima guerra mondiale, noto come guerra di trincea, che portò anche alla radio tattica, assieme alla nascita della guerra chimica nel 1915.
La seconda guerra mondiale segna una svolta nella strategia bellica: si sviluppano scontri di piccole squadre d'élite e tornarono in scena le manovre militari con l'avvento del carro armato, sostituendo il cannone. Da allora l'artiglieria ha gradualmente sostituito l'uso delle truppe frontali.

### Battaglia navale
La maggior parte delle antiche battaglie navali erano combattute da navi veloci che usavano un ariete per affondare le flotte avversarie o per avvicinarsi abbastanza per l'abbordaggio nel combattimento corpo a corpo, le truppe, infatti, erano spesso usate per prendere d'assalto le navi nemiche, come facevano i Romani e i pirati. 
Durante il Basso Medioevo fu inventato il fuoco greco da parte dei Bizantini; alcune navi venivano fatte schiantare contro altre, cariche della miscela incendiaria per provocare un'esplosione.
Durante il XIX secolo, lo sviluppo delle mine portò a un nuovo tipo di guerra navale. 
La corazzata di ferro, usata per la prima volta durante la guerra civile americana, resistente ai cannoni, rese presto obsoleta la nave di legno. 
Infine l'invenzione dei sottomarini militari, durante la prima guerra mondiale, portò la guerra navale sia sopra sia sotto la superficie marina. Con lo sviluppo degli aerei militari durante la seconda guerra mondiale, le battaglie furono combattute sia in cielo sia sotto l'oceano, da allora le portaerei sono diventate l'unità centrale delle battaglie navali, fungendo da base mobile per aerei.

### Battaglia aerea

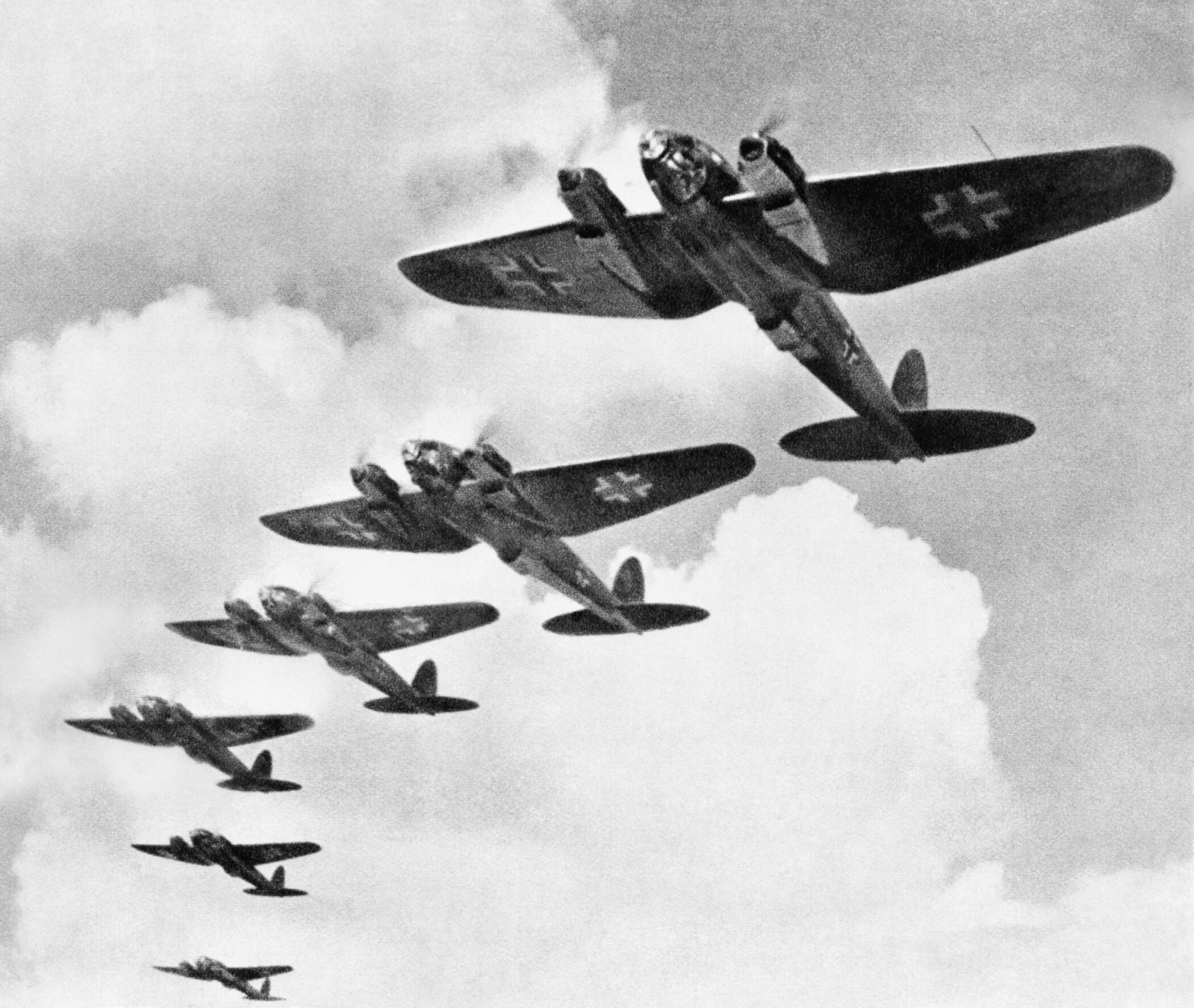
Bombardieri nazisti durante la battaglia d'Inghilterra

Anche se l'uso degli aerei è stato per la maggior parte supplementare agli impieghi terrestri o navali, dal loro primo grande uso militare durante la prima guerra mondiale gli aerei hanno assunto ruoli più importanti nella guerra. Durante la prima guerra mondiale, l'uso primario era per la ricognizione e il bombardamento su piccola scala. Gli aerei cominciarono a diventare molto più importanti durante la guerra civile spagnola e soprattutto nella seconda guerra mondiale. 
Emersero due tipologie di aerei: i bombardieri, che trasportavano carichi esplosivi per bombardare obiettivi terrestri o navi; e i caccia intercettori, che venivano utilizzati per intercettare gli aerei in arrivo o per scortare e proteggere i bombardieri. 
Un altro importante uso dei velivoli venne con lo sviluppo dell'elicottero, che divenne pesantemente usato per la prima volta durante la guerra del Vietnam, e continua a essere ampiamente utilizzato ancora oggi per il trasporto delle forze di terra. Oggi, gli scontri diretti tra aerei sono rari, i caccia intercettori sono quasi sostituiti interamente dalle batterie antiaeree. Nonostante questo, gli aerei oggi sono molto più ampiamente utilizzati come strumenti vantaggiosi sia per l'esercito sia per la marina.

## Le battaglie con più perdite nella storia
| Pos. | Battaglia                     | Data                              | Luogo                              | Schieramento vincitore                             | Schieramento sconfitto           | Perdite effettive                                                                                              |
| ---- | ----------------------------- | --------------------------------- | ---------------------------------- | -------------------------------------------------- | -------------------------------- | --- |
| 1    | Assedio di Leningrado         | 8 settembre 1941-18 gennaio 1944  | Leningrado, Unione Sovietica       | Unione Sovietica                                   | Germania Finlandia               | 1 500 000 (350 000 sovietici, 200 000 tedeschi e alleati), più 1 milione di civili                             |
| 2    | Battaglia di Stalingrado      | 17 luglio 1942-2 febbraio 1943    | Stalingrado, Unione Sovietica      | Unione Sovietica                                   | Germania Italia Romania Ungheria | 1 015 000 (600 000 sovietici, 415 000 tedeschi e alleati)                                                      |
| 3    | Battaglia di Verdun           | 21 febbraio-19 dicembre 1916      | Verdun, Francia                    | Francia                                            | Germania                         | 550 000 (300 000 francesi, 250 000 tedeschi)                                                                   |
| 4    | Battaglia di Mosca            | 21 ottobre 1941-31 gennaio 1942   | Mosca, Unione Sovietica            | Unione Sovietica                                   | Germania                         | 525 000 (300 000 tedeschi, 225 000 sovietici)                                                                  |
| 5    | Battaglia di Berlino          | 16 aprile 1945-2 maggio 1945      | Berlino, Germania                  | Unione Sovietica Polonia                           | Germania                         | 380 000 (290 000 sovietici, 90 000 tedeschi)                                                                   |
| 6    | Battaglia della Somme         | 1º luglio-18 novembre 1916        | Somme e Piccardia, Francia         | Francia Regno Unito Australia Nuova Zelanda        | Germania                         | 330 000 (90 000 britannici, 70 000 francesi, 20 000 australiani e neozelandesi, 150 000 tedeschi)              |
| 7    | Assedio di Budapest           | 29 dicembre 1944-13 febbraio 1945 | Budapest, Ungheria                 | Unione Sovietica Romania                           | Germania Ungheria                | 320 000 (160 000 sovietici, 15 000 rumeni, 145 000 tedeschi e ungheresi)                                       |
| 8    | Battaglia di Kursk            | 4 luglio-23 agosto 1943           | Kursk e dintorni, Unione Sovietica | Unione Sovietica                                   | Germania                         | 310 000 (220 000 sovietici, 90 000 tedeschi)                                                                   |
| 9    | Battaglia di Luzon            | 9 gennaio-30 giugno 1945          | Isola di Luzon, Filippine          | Stati Uniti                                        | Giappone                         | 275 000 (25 000 americani, 250 000 giapponesi)                                                                 |
| 10   | Battaglia di Passchendaele    | 31 luglio-6 novembre 1917         | Ypres e Passchendaele, Belgio      | Francia Regno Unito Belgio Australia Nuova Zelanda | Germania                         | 270 000 (70 000 francesi, 60 000 britannici, 10 000 australiani e neozelandesi, 5 000 belgi, 125 000 tedeschi) |
| 11   | Quarta battaglia di Char'kov  | 3-23 agosto 1943                  | Char'kov, Unione Sovietica         | Unione Sovietica                                   | Germania                         | 255 000 (175 000 sovietici, 80 000 tedeschi)                                                                   |
| 12   | Prima battaglia della Marna   | 5-12 settembre 1914               | regione della Marna, Francia       | Francia Regno Unito                                | Germania                         | 240 000 (110 000 francesi, 10 000 britannici, 120 000 tedeschi)                                                |
| 13   | Seconda battaglia della Marna | 15 luglio-3 agosto 1918           | regione della Marna, Francia       | Francia Regno Unito Italia Stati Uniti             | Germania                         | 220 000 (120 000 tedeschi, 75 000 francesi, 10 000 britannici, 10 000 americani, 5 000 italiani)               |
| 14   | Battaglia di Romania          | 20-29 agosto 1944                 | Romania                            | Unione Sovietica                                   | Germania Romania                 | 195 000 (80 000 sovietici, 100 000 tedeschi, 15 000 rumeni)                                                    |
| 15   | Prima battaglia di Kiev       | 25 agosto-26 settembre 1941       | Kiev                               | Germania                                           | Unione Sovietica                 | 180 000 (110 000 sovietici, 70 000 tedeschi)                                                                   |